# 新乡东站
新乡东站是京广高速铁路和濟鄭高速鐵路沿线的一个车站，于2012年12月26日开通使用。车站位于中国河南省新乡市红旗区小店镇，由中国铁路郑州局集团有限公司新乡车务段管辖。

## 车站结构

### 站房
车站占地总面积2.56平方公里，站房占地面积1.6万平米，雨棚建筑面积3.65万平米，站房车场为3台7线（京广场）。车站采取下进下出的客流模式，最多可容纳1000人。

### 站场
车站总规模6台15线，其中京广场3台7线，济郑场3台8线，两场到发线有效长度均为650m。京广场设450.0×15.0×1.25m的基本站台1座，450.0×12.0×1.25m的中间站台2座，8.0m宽旅客地道2座；济郑场设450.0×12.0×1.25m岛式中间站台3座，接长8m宽旅客地道2座，两场设置综合维修车间各1处。车场南端咽喉预留新焦城际联络线引入条件。
| 西↑  |      |                                      |  |
|      | 侧式 |                                      |  |
| 8道  | 1    | 京广高速铁路往北京西方向（鹤壁东）   |  |
| 6道  | 2    | 京广高速铁路往北京西方向（鹤壁东）   |  |
|      | 岛式 |                                      |  |
| 4道  | 3    | 京广高速铁路往北京西方向（鹤壁东）   |  |
| 2道  |      | 京广高速铁路上行正线（往北京西方向） |  |
| 1道  |      | 京广高速铁路下行正线（往广州南方向） |  |
| 3道  | 4    | 京广高速铁路往广州南方向（郑州东）   |  |
|      | 岛式 |                                      |  |
| 5道  | 5    | 京广高速铁路往广州南方向（郑州东）   |  |
| 18道 | 6    | 济郑高速铁路往济南西方向（卫辉南）   |  |
|      | 岛式 |                                      |  |
| 16道 | 7    | 济郑高速铁路往济南西方向（卫辉南）   |  |
| 14道 | 8    | 济郑高速铁路往济南西方向（卫辉南）   |  |
|      | 岛式 |                                      |  |
| 12道 | 9    | 济郑高速铁路往济南西方向（卫辉南）   |  |
| 10道 |      | 济郑高速铁路上行正线（往济南西方向） |  |
| 7道  |      | 济郑高速铁路下行正线（往郑州东方向） |  |
| 9道  | 10   | 济郑高速铁路往郑州东方向（新乡南）   |  |
|      | 岛式 |                                      |  |
| 11道 | 11   | 济郑高速铁路往郑州东方向（新乡南）   |  |
| 东↓  |      |                                      |  |